# Мамонтовська сільська рада (Мамонтовський район)
Ма́монтовська сільська рада (рос. Мамонтовский сельский совет) — сільське поселення у складі Мамонтовського району Алтайського краю Росії.
Адміністративний центр — село Мамонтово.

## Історія
2010 року ліквідовані Малобутирська сільська рада (село Малі Бутирки) та Українська сільська рада (село Українка), території увійшли до складу Мамонтовської сільської ради.

## Населення
Населення — 10260 осіб (2019; 10119 в 2010, 10902 у 2002).

## Склад
До складу сільської ради входять:
| Населений пункт    | Населення, осіб (2002) | Населення, осіб (2010) |
| ------------------ | ---------------------- | ---------------------- |
| Малі Бутирки, село | 963                    | 933                    |
| Мамонтово, село    | 9348                   | 8784                   |
| Українка, село     | 591                    | 402                    |